# 景轍玄蘇
景轍玄蘇（けいてつげんそ、天文6年（1537年）- 慶長16年10月22日（1611年11月26日））は、安土桃山時代から江戸時代初期にかけての臨済宗中峯派の僧。字は景轍。号は仙巣。門人に規伯玄方がいる。対馬宗氏の外交僧として活躍した。

## 略歴
天文6年（1537年）、筑前国宗像郡西郷に生まれた。俗姓の河津氏は、伊東祐清の七代孫・河津貞重（重貞）が糟屋郡に下ってきたのを祖とし、後に没落し上西郷の大森神社の社務職となったもので、父・河津隆業は守護大名・大内義隆の家臣であり、叔父・隆光は大寧寺の変で主君・義隆と共に自害した。変後、しばらくして隆業は出家して河津隆家に家督を譲り、隆家は毛利元就に従ったが、毛利勢の筑前撤退後は、似たような境遇で姻戚関係にあった宗像氏貞に服属した。しかし元亀元年（1570年）、宗像氏が大友氏の家臣・戸次鑑連に降伏する条件として隆家は暗殺された。ただし宗像氏貞はこれを悔いて、その一族を厚遇した。玄蘇が幼くして宗像氏の菩提寺である承福寺に預けられたのはこのためである。
永禄年間（1558年 - 1570年）、玄蘇は博多聖福寺に入り、義隆の命で遣明正使として明に渡った経験のある湖心碩鼎に就いて得度し、住持となった。京都に上り、建仁寺287世の春沢永恩に師事して学業を積み、東福寺の住持ともなるが、帰郷。白馬山景福安国寺の住持を経て、碩鼎の指示で聖福寺の末寺・曲江山隆尚庵の住持となった。
天正8年（1580年）対馬国の大名・宗義調の招きにより対馬に渡った。最初、西山寺に住み、日本国王使（偽使を含む）として朝鮮外交を行った。
文禄の役の前、豊臣秀吉の命を受けて天正17年（1589年）よりしばしば柳川調信や宗義智と共に朝鮮に渡って、「征明嚮導」や「仮途入明」について交渉するが、開戦の阻止に失敗。戦役中は小西行長に同行して、度々、朝鮮と和議の交渉に当たった。文禄4年（1595年）、秀吉の命により明に渡り、その際に万暦帝から本光国師の号を賜っている。慶長3年（1598年）に遠征より帰還。
徳川家康は朝鮮との修好を対馬に一任したため、慶長4年（1599年）より交渉を始めたが進展なく、ようやく慶長9年（1604年）になって朝鮮より孫文彧と惟政（松雲大師）の二人が使者として来日。玄蘇は朝鮮修文職として尽力し、慶長12年（1607年）の再開された最初の朝鮮通信使を迎えて、慶長14年（1609年）に己酉約条を成立させ、朝鮮からも「仙巣」の図書（銅印）を授けられた。
慶長16年（1611年）、朝鮮修文職の役院として以酊庵を開創したが、ほどなくして病に倒れた。享年75。以酊庵に墓があったが、その後、庵ごと西山寺に移された。現在、西山寺には木像が安置されている。